# Microtragus quadrimaculatus
Microtragus quadrimaculatus là một loài bọ cánh cứng trong họ Cerambycidae.